# Brüel & Kjær
Brüel & Kjær é uma empresa multinacional dinamarquesa de engenharia e eletrônica com sede em Nærum, perto de Copenhague. Foi a maior produtora mundial de equipamentos para medições acústicas e vibracionais.
Entre os produtos que a companhia faz estão: sensores, transdutores, medidores de tensão, amplificadores, sistemas de aquisição de dados, softwares, testes e análises de durabilidade de estruturas.
Seus produtos são muito usados nas industrias alimentícias, automotiva, engenharia mecânica, infraestrutura e química.

## História

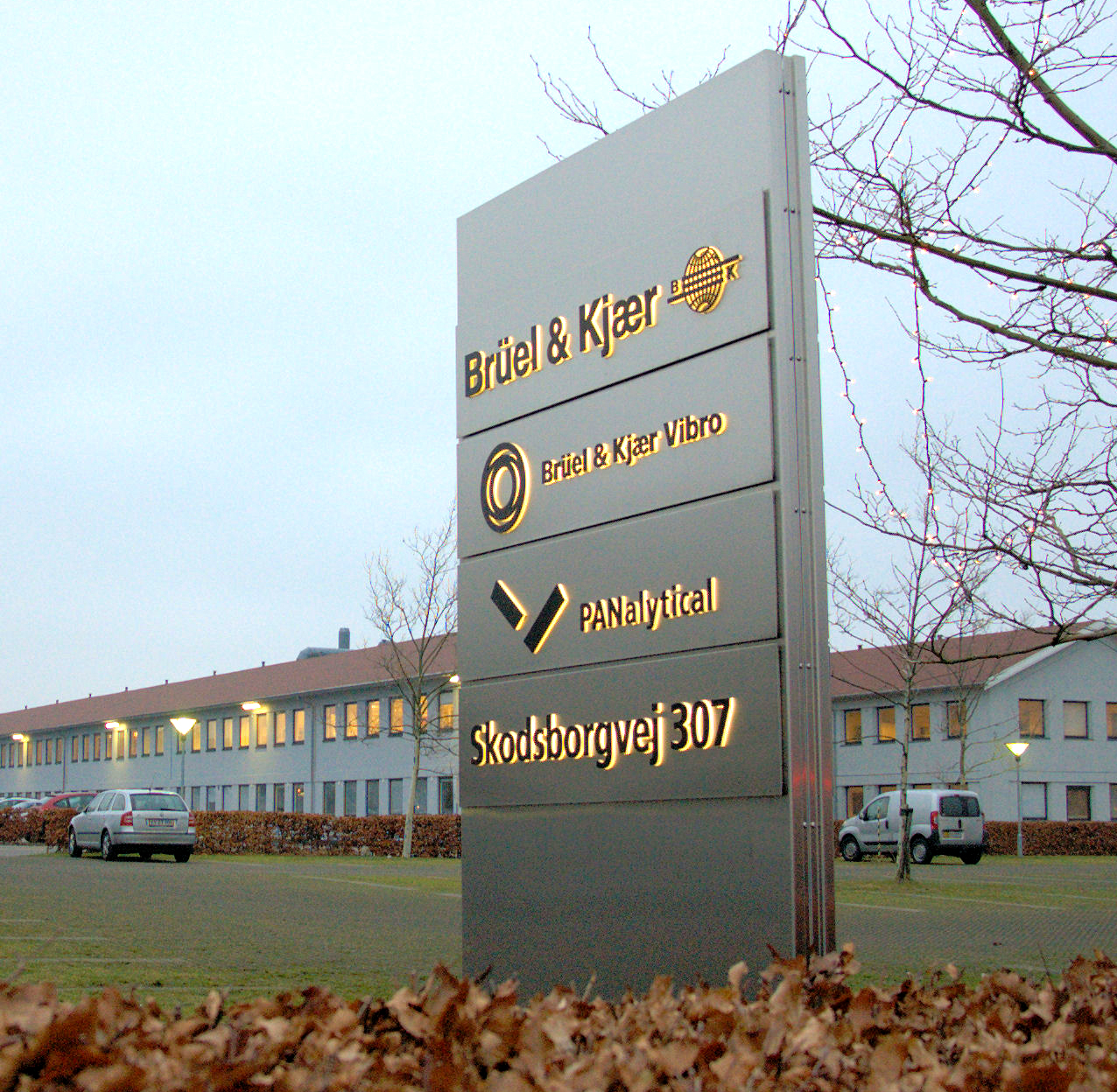
Sede da Brüel & Kjær em Nærum na Dinamarca.

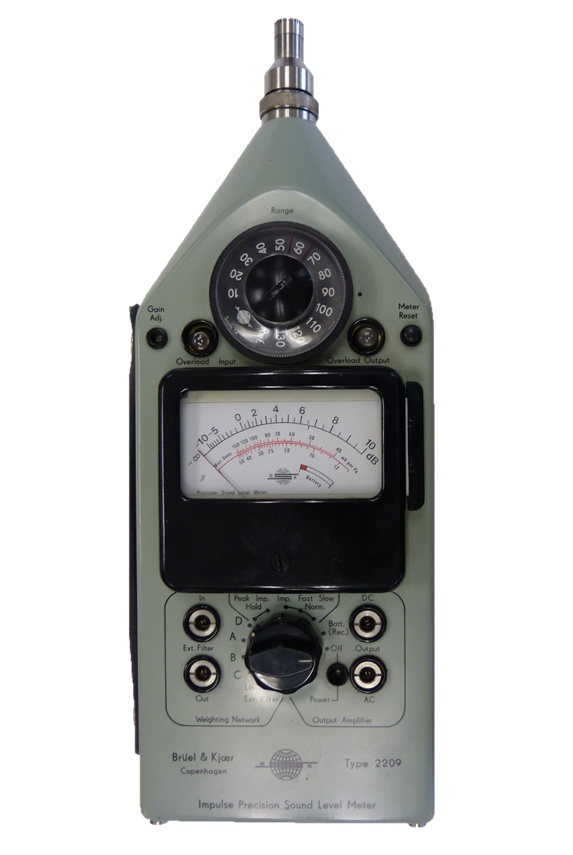
Sonômetro analógico.

A empresa foi criada por Per Vilhelm Brüel e Viggo Kjær em 28 de novembro de 1942, que se conheceram na Universidade Técnica da Dinamarca e onde criaram a empresa com foco em equipamentos para medições acústicas.
De 1943 a 1947, Brüel foi líder do Laboratório de Acústica na Universidade Técnica Chalmers, em Gotemburgo, Suécia. Kjær, por sua vez, trabalhou na indústria de rádio, em empresas como a Philips e To-R. Seu primeiro desenvolvimento foi um voltímetro de tubo de vácuo, que foi posteriormente produzido como o Tipo 2401, o primeiro instrumento da Brüel & Kjær, com o número de série 1.
Em 1948, Brüel & Kjær comprou sua primeira propriedade, um barracão de madeira em Nærum, a 15 km ao norte de Copenhague, onde a empresa ainda está localizada hoje. Brüel ficou responsável pelo planejamento e pesquisa de produtos, Kjær pelo desenvolvimento e Nielsen pela produção. Brüel também gerenciava as vendas e, nos primeiros anos, entregava pessoalmente os instrumentos aos clientes.
Quando a empresa passou a atender o restante da Escandinávia e algumas partes da Europa, carros foram necessários. Nos anos 80, a empresa contava com cerca de 30 carros. Em 1956, com a ampliação para outros mercados, a "Brüel & Kjær Airlines" foi criada. A empresa chegou a manter uma frota significativa de aeronaves, como dois Piper Aztecs e dois Beechcraft King Airs, o que permitiu entregas rápidas a clientes próximos de aeroportos de aviação geral. Brüel e outros funcionários da empresa também pilotavam essas aeronaves.
A Brüel & Kjær chegou a ser a maior empresa de eletrônicos da Dinamarca nos anos 1980.
Em julho de 1992, a companhia foi adquirida pelo grupo alemão AGIV e logo depois, foi desmembrada em várias entidades independentes – Brüel & Kjær Sound and Vibration Measurements A/S (o principal mercado de som e vibração), Brüel & Kjær Vibro (monitoramento de condições de equipamentos), B-K Medical (instrumentos de diagnóstico médico por ultrassom), Innova Air Tech Instruments A/S (instrumentos para análise de gases) e Danish Pro Audio (microfones para estúdios). Muitos ex-colaboradores criaram a G.R.A.S. Sound and Vibration (microfones de medição).
A maior parte da produção e algumas atividades de pesquisa e desenvolvimento foram delegadas a terceiros. O AGIV estabeleceu a divisão Spectris, que incluía a Brüel & Kjær, a Hottinger Baldwin Messtechnik GmbH (HBM) e a BTG Instruments GmbH. Em julho de 2000, a divisão Spectris foi vendida para o grupo britânico Fairey Ltd., e em maio de 2001, o grupo Fairey passou a se chamar Spectris plc.

## Produtos
Os produtos e tecnologias mais notáveis desenvolvidos pela empresa incluem:
- Década de 1940 – Instrumentos de medição de precisão, incluindo analisadores de radiofrequência e contadores Geiger. O tipo 2401, um voltímetro de tubo de vácuo, foi o primeiro instrumento produzido. O Tipo 4301, lançado em 1943, foi o primeiro acelerômetro de carga do mundo, enquanto o Tipo 2301 marcou o sucesso da empresa em 1949. Desde então, foi atualizado várias vezes: a versão mais recente, Tipo 2307, foi introduzida em 1972.[4]
- Década de 1950 – Ferramentas de medição de som e vibração, incluindo registradores de nível logarítmicos, geradores de sinal e analisadores de frequência.[4]
- Década de 1960 – Microfones de medição, pré-amplificadores e calibradores, juntamente com medidores de nível sonoro de precisão padronizados pela IEC.[4]
- Década de 1970 – Analisadores paralelos, incluindo o primeiro analisador usando filtros digitais.[4]
- Década de 1980 – O primeiro instrumento para medição de intensidade sonora; Analisadores FFT de canal duplo.[4]
- Década de 1990 – Sistemas multicanal e multi-análise, incluindo sistemas de arranjo de holografia acústica.[4]
- Década de 2000 – Microfones de superfície, hardware modular de aquisição de dados LAN-XI e tecnologias TEDS, Dyn-X, REq-X.[4]